# Nátan
Nátan (hebr. נָתָן‎) je starozákonní prorok. Píše se o něm v 2. knize Samuelově, kde vystupuje na dvoře izraelského krále Davida (cca 1000–950 př. n. l.).
V prvním významném příběhu (2 Sam 7,1–17) se ptá král David Nátana, zda může vystavět Hospodinu chrám, a Nátan svoluje. V noci však dostává poselství od Boha, aby král chrám nestavěl, že jej postaví až jeho syn, tedy budoucí král Šalomoun. Tento úryvek je významný proto, že obsahuje pro Starý zákon velmi významné proroctví o vyvolení Davidovské dynastie, kdy Bůh slibuje Davidovi ústy proroka Nátana zachovat navěky jeho rod na trůně a žehnat mu. V křesťanské tradici se toto proroctví vztahuje často na Krista, Davidova potomka.
V druhém vyprávění (2 Sam 12,1–14) Nátan napomíná krále Davida po jeho hříchu s Batšebou. David se zahleděl do vdané ženy jménem Batšeba, manželky Chetejce Uriáše. Spal s ní, a když otěhotněla, snažil se své provinění zakrýt, a to i za cenu vraždy jejího manžela Uriáše. Za to Bůh skrze Nátana Davidovi ohlásil trest. Jelikož se však David kál, Bůh trest zmírnil. Dítě, které se narodilo, muselo zemřít, avšak dalším dítětem, zplozeným z již platného svazku s Batšebou, byl Šalomoun. Davidova lítost nad spáchaným zločinem je ve Starém zákoně uváděna často jak příkladné pokání a najdeme ji často zobrazenou i na mnoha obrazech a jiných uměleckých dílech.